# Richmond WCT 1974
Il Richmond WCT 1974 è stato un torneo di tennis giocato sul sintetico indoor. È stata la 9ª edizione del torneo che fa parte del World Championship Tennis 1974. Si è giocato a Richmond negli Stati Uniti dal 29 gennaio al 4 febbraio 1974.

## Campioni

### Singolare maschile
Ilie Năstase ha battuto in finale  Tom Gorman con il punteggio di 6–2, 6–3

### Doppio maschile
Nikola Pilić /  Allan Stone hanno battuto in finale  John Alexander /  Phil Dent con il punteggio di 6–3, 3–6, 7–6